# Košarkarski klub Union Olimpija
Il Košarkarski Klub Union Olimpija è una squadra di pallacanestro slovena che ha sede a Lubiana. 
Il club è stato fondato nel 1946 come parte di una polisportiva. 
Ha cambiato nome alcune volte, da Enotnost (Unità) fino ad AŠK Olimpija, Brest Olimpija, Iskra Olimpija, Smelt Olimpija, ed infine, Union Olimpija.
Nella stagione 2008-09 partecipa all'Eurolega, alla 1. A SKL (prima divisione slovena) e alla Lega Adriatica.
La squadra giocava le proprie gare casalinghe al Tabor gymnasium, ma nel 1965 si è trasferita a giocare alla Dvorana Tivoli. 
Il palazzetto ha una capacità di 4 050 posti. Dall'agosto 2010 la squadra si è trasferita nell'Arena Stožice, con una capienza di 12.480 spettatori.

## Storia
L'8 luglio 2019 l'Union Olimpija si fonde con la squadra croata del Cedevita formando così il Cedevita Olimpija.

## Roster 2018-2019
Aggiornato al 30 gennaio 2019.
|    | Naz.                | Ruolo | Sportivo         | Anno | Alt. | Peso | Note |
| -- | ------------------- | ----- | ---------------- | ---- | ---- | ---- | ---- |
| 0  | Slovenia (bandiera) | P     | Jan Barbarič     | 1995 | 188  | 85   |      |
| 4  | Slovenia (bandiera) | AG    | Igor Tratnik     | 1989 | 207  | 98   |      |
| 7  | Croazia (bandiera)  | AG    | Dražen Bubnić    | 1986 | 207  | 102  |      |
| 10 | Slovenia (bandiera) | AP    | Domen Lorbek     | 1985 | 198  | 102  |      |
| 13 | Slovenia (bandiera) | G     | Miha Lapornik    | 1993 | 194  | 92   |      |
| 20 | Serbia (bandiera)   | P     | Nenad Miljenović | 1993 | 194  | 91   |      |
| 31 | Slovenia (bandiera) | G     | Jan Rebec        | 1993 | 192  |      |      |
| 47 | Slovenia (bandiera) | P     | Aljaž Marinč     | 1997 | 187  |      |      |
|    | Slovenia (bandiera) | P     | Boban Tomić      | 1988 | 190  |      |      |

### Staff tecnico
| Allenatore: | Saša Nikitović                                             |
| Assistenti: | Marko Anđelković, Gregor Hafnar, Stipe Modrić, Goran Tadić |

## Palmarès

### Titoli Nazionali
- YUBA liga: 6

1957, 1959, 1961, 1962, 1966, 1969-70
- Campionato sloveno: 17 (Record)

1991-92, 1992-93, 1993-94, 1994-95, 1995-96, 1996-97, 1997-98, 1998-99, 2000-01, 2001-02, 2003-04, 2004-05, 2005-06, 2007-08, 2008-09, 2016-17, 2017-18
- Coppa di Slovenia: 20 (Record)

1992, 1993, 1994, 1996, 1997, 1998, 1999, 2000, 2001, 2002, 2004, 2005, 2007, 2008, 2009, 2010, 2011, 2012, 2013, 2017
- Supercoppa slovena: 8 (Record)

2003, 2004, 2005, 2007, 2008, 2009, 2013, 2017

### Titoli Europei
- Coppa d'Europa: 1

1993-94
- Lega Adriatica: 1

2001-02